# Yu xiang rou si

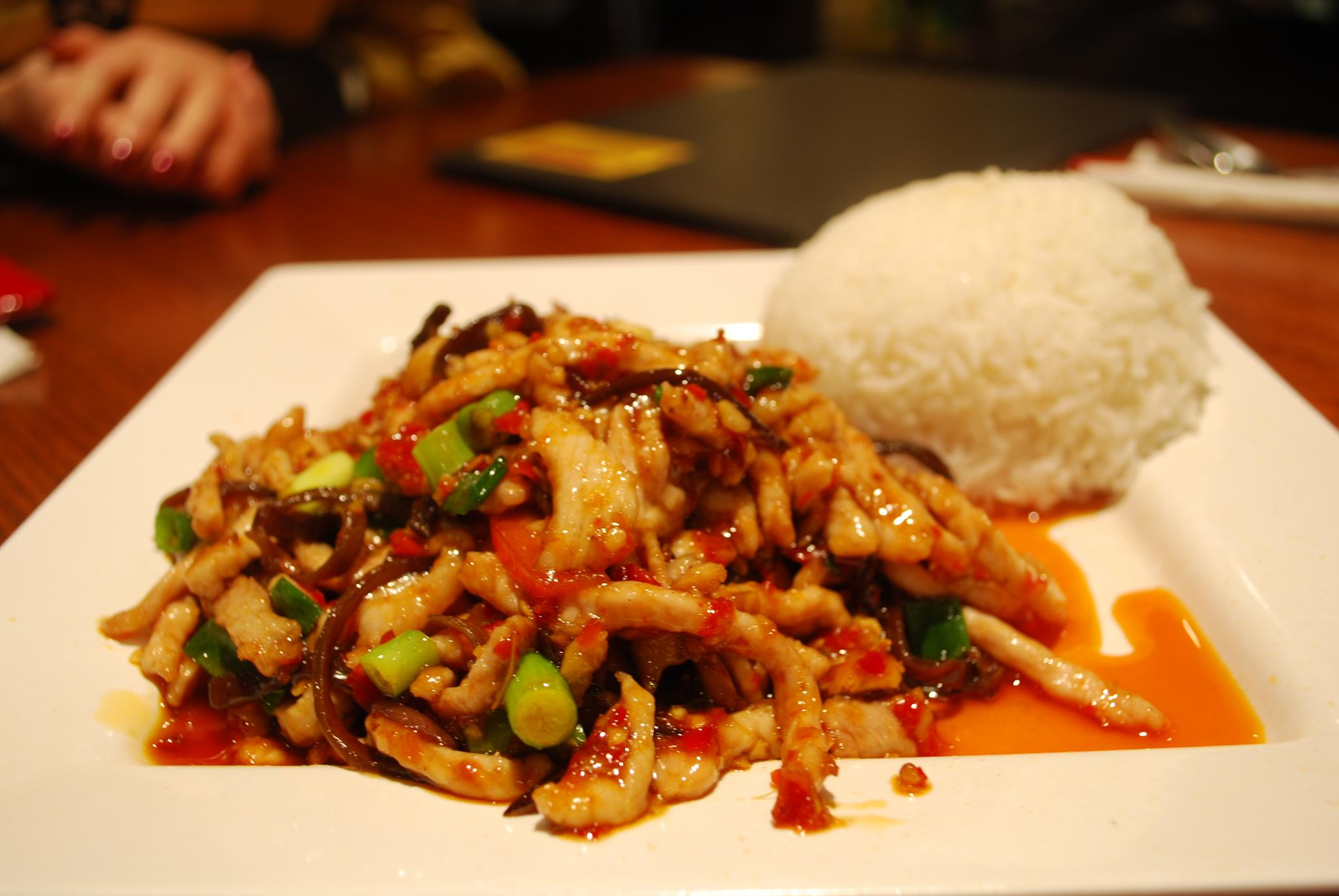
Yu xiang rou si in een restaurant in Melbourne

Yu xiang rou si is van origine een traditioneel Sichuan gerecht bereid met varkenshaas en Chinese gedroogde paddenstoelen. Opmerkelijk aan dit gerecht is dat het naar vis ruikt, hoewel er helemaal geen vis aan te pas komt. Letterlijk vertaald betekent "yuxian rousi" dan ook "vleesreepjes met visgeur".
Naast varkenshaas wordt dit gerecht bereid met gemberplakjes, dun gesneden bamboescheuten, rode en groene paprika om extra smaak toe te voegen aan het gerecht. De overheersende smaak hoort zoetzuur te zijn.